# Vingebenved
 "Brændende tornebusk" omdirigeres hertil. For den bibelske betydning, se Den brændende tornebusk.
Vinge-Benved (Euonymus alatus) eller brændende tornebusk er en løvfældende busk, der oprindeligt er hjemmehørende i det østlige Asien, nærmere bestemt det centrale og nordlige Kina, Japan og Korea. 

## Beskrivelse
Busken kan blive op til 2,5 m høj, og ofte bredere end høj. Stænglerne er bemærkelsesværdige med deres fire korkagtige kamme eller "vinger".
Bladene er 2-7 cm lange og 1-4 cm brede, ovale-elliptiske, med en skarp spids. Blomsterne er grønlige, og ses over en lang periode i foråret. Frugten er en rød frøkappe omsluttet af en firklappet pink, gul eller orange kapsel. 

## Anvendelse
Det er en populær prydplante i haver og parker på grund af sin lyse pink eller orange frugt og attraktive efterårsfarve.
| Portal | Portal:Botanik |